# Asteromella clemensae
Asteromella clemensae är en svampart som beskrevs av Syd. 1928. Asteromella clemensae ingår i släktet Asteromella, klassen Dothideomycetes, divisionen sporsäcksvampar och riket svampar.   Inga underarter finns listade i Catalogue of Life.